# Antonio Sánchez-Solís
Antonio Sergio Sánchez-Solís de Querol, né le 29 novembre 1958, est un homme politique espagnol membre du Parti populaire (PP).
Il est délégué du gouvernement dans la région de Murcie entre juillet 2015 et novembre 2017.

## Biographie

### Formation et vie professionnelle
Étudiant de l'université de Murcie, il est titulaire d'une licence en droit. Il exerce comme avocat jusqu'en 1995.

### Haut-fonctionnaire régional
Membre du Corps supérieur des administrateurs de la région de Murcie, il haut fonctionnaire depuis l'arrivée au pouvoir des conservateurs du PP lors des élections régionales de 1995. Il occupe notamment les postes de secrétaire général des ministères des Travaux publics, du Tourisme et de la Culture, de la Présidence, des Universités, du Industrie et de la Recherche et des Finances de la communauté autonome de la région de Murcie. Il a aussi exercé en tant que directeur général aux Transports, aux Côtes et au Ports auprès du conseiller chargé de l'Équipement et des Travaux publics.

### Délégué du gouvernement
Le 25 juillet 2015, il est nommé délégué du gouvernement dans la région de Murcie par le conseil des ministres du gouvernement du président Mariano Rajoy, décret royal 711/2015,  de 24 juillet, et remplace Joaquín Bascuñana García qui démissionne pour faciliter l'investiture de Pedro Antonio Sánchez à la présidence de la région. Finalement, il est relevé de ses fonctions le 11 novembre 2017 et remplacé par le député conservateur Francisco Bernabé.